# 1. FK 드르노비체

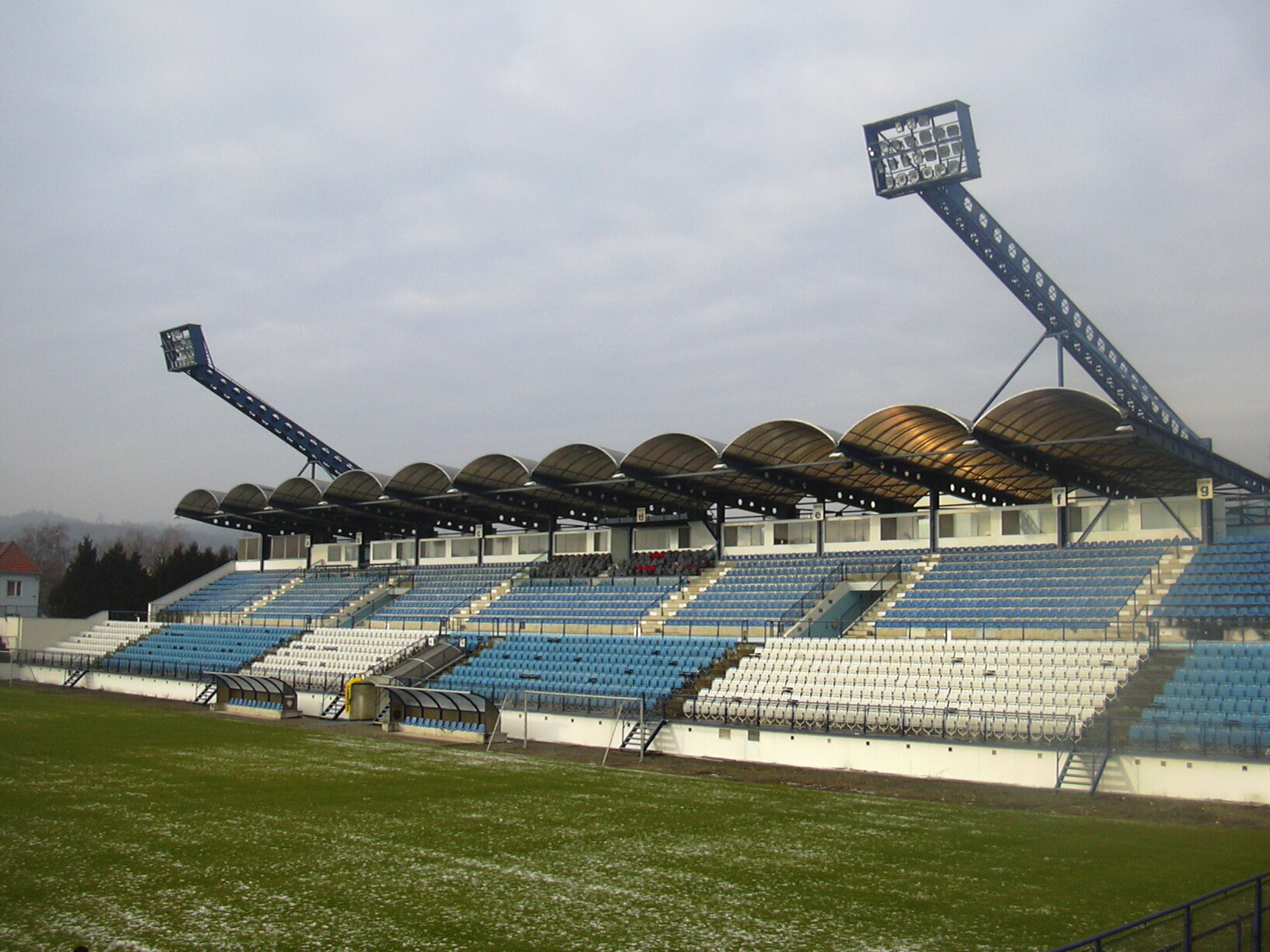

1. FK 드르노비체(체코어: 1. FK Drnovice)는 비슈코프 인근에 위치한 드르노비체(Drnovice)를 연고로 하던 체코의 축구 클럽이다. 1932년에 설립되었으며 2006년 재정 문제로 인해 해체되었다.